# VAP
株式會社VAP（日语：株式会社バップ）是總部位於日本東京都千代田區的影像與音樂製作公司。也是日本電視控股事業的子公司之一。1981年成立。VAP是全名「Video Audio Project」的英文縮寫。

## 公司概要
1981年1月24日，由日本電視台放送網（舊法人。現在的日本電視控股）等企業共同出資設立。總部位於東京都千代田區四番町的日視四番町大樓1號館。
1983年4月，加入日本唱片協會，成為協會會員。
VAP取名之由來，是用全名Video Audio Project英文頭銜的縮寫。創業以來，VAP生產過許多CDDA、DVD-Video、藍光光碟、VHS錄影帶等等錄影和錄音商品。並有進行藝人的經營管理，儘管由該公司為歌手或動畫企劃製作的音樂作品目前大多已經停產，但近年仍用GOLDEN☆BEST系列的形式重新錄製再發售。
影像相關方面，VAP至今一直為日本電視網播出的電視劇、動畫等等許多節目，和日本電視台製作關連的電影、和球團讀賣巨人進行DVD與藍光的促銷販售。除了國內的電影跟電視劇之外，VAP更積極為曾經在國內NHK電視台播出的《冬季戀歌》等許多韓國電視劇錄製成DVD進行販售。此外，2000年代前半以前，VAP也曾經販售過電子遊戲。
2005年至2006年間，VAP的復刻版CD販售之協助運作從舊的ELEC RECORDS直到轉由新的ELEC RECORDS（ELEC RECORDS）負責。
此外，1970年代曾經與佐田雅志一起作為雙人民謠歌唱組合「Grape」活動的吉田政美，經歷VAP製作部門製作人之後，現在是VAP管理部門所屬。
2011年1月，迎接公司成立30週年。次年2012年10月1日，日本電視網（舊法人）將傳播控股公司的商號轉移之後，更名為「日本電視控股」（日視HD）。從今以後，VAP成為日本電視放送網（新法人）和BS日本（BS日視）等等都是日視HD事業的子公司之一。
2018年7月1日，經簡易股票互換之後，VAP完全成為日本電視控股的子公司。

## 所屬藝人
※全部以五十音順列出。

### 現在所屬
- 大野雄二
- 大橋純子（1992～）
- Dreaming（日语：ドリーミング (歌手グループ)）（1988～）
- 池賴廣（2005～）
- 真氣（2011、2017～）
- NoisyCell（日语：NoisyCell）（2014～）
- RISKY DICE（2014～）
- 楠田亞衣奈（2015～）
- GOODWARP（日语：GOODWARP）（2016～）
- DEVIL NO ID（2016～）
- 金子統昭（2016～）
- 宮良牧子（日语：宮良牧子）（2017～）
- cali≠gari（日语：cali≠gari）（2017～）
- THE 夏之魔物（日语：夏の魔物 (ユニット)）（2017～）
- Kobasolo（2017～）
- Hump Back（2018～）

### 過往所屬
行
- （2005～2006）
- 青木隆治（日语：青木隆治）（2011～2015）
  - （2012）
- 青西高嗣（日语：青西高嗣）（1994～1995）
- AEKA（日语：あえか）（2013）
- 阿川醫院（日语：あがわ医院）（2002）
- AGGRESSIVE DOGS（日语：AGGRESSIVE DOGS a.k.a UZI-ONE）（2001）
- ATTACK HAUS（日语：ATTACK HAUS）（2004～2006）
- Animetal（日语：アニメタル）（2003～2006）
  - Dorametal（日语：アニメタル）（1997）
- 天野由梨（1994）
- ALvino（日语：ALvino）（2007～2009，現在是日本CROWN（日语：日本クラウン）所屬）
- eastern youth（日语：eastern youth）（2007～2012）
- 井浦秀知（日语：井浦秀知）（1985～1986）
- （2003）
- 石丸奈津子（日语：石丸奈津子）（所屬年份不明）
- 因幡晃（日语：因幡晃）（所屬年份不明。從DSK Mate移籍，包括從PLATZ到經歷了ONE UP MUSIC（日语：アップフロントワークス）後，現在是UP-FRONT WORKS（zetima Lebal）（日语：アップフロントワークス）所屬）
- （1998～1999）
- 上野耕路（日语：上野耕路）（2004）
- The Winking Owl（日语：The Winking Owl）（2015～2016）
- 宇野美香子（日语：宇野美香子）（2013～2015）
- S.E.S（1998～2001，現在是AVEX所屬）
- EDGE OF SPIRIT（2004～2005）
- OGRE YOU ASSHOLE（日语：OGRE YOU ASSHOLE）（2009～2013）
- 乙女新黨（日语：乙女新党）（2014～2016）
- 大堀惠（2008）
- 尾形大作（1986～1995）
- 小田部亞彌（日语：小田部亜弥）（2001）
- 小野綾子（日语：小野綾子 (歌手)）（2002～2005）
- OMEGA DRIVE（日语：オメガトライブ）（1983～1985）
  - 杉山清貴&OMEGA DRIVE（日语：オメガトライブ#杉山清貴&オメガトライブ）（之後該樂團團員杉山以獨唱歌手身分重返VAP）
  - 杉山清貴（1986～1989、2000～2013）
  - 1986 OMEGA DRIVE（日语：オメガトライブ#1986オメガトライブ／カルロス・トシキ&オメガトライブ）／CARLOS敏輝（日语：カルロス・トシキ）&OMEGA DRIVE（日语：オメガトライブ#1986オメガトライブ／カルロス・トシキ&オメガトライブ）（1986～1989）
- ORESAMA（2014，現在是Lantis所屬）

行
- girls on the run（2006）
- GAO（日语：GAO (歌手)）（1991～1994）
- 加賀美聖良（日语：加賀美セイラ）（2007～2009）
- 稼木美優（日语：稼木美優）（2008～2010）
- 加藤泉（1998～1999。經歷後來轉屬Pony Canyon之後，現在是Marvelous Entertainment所屬）
- 金子真利（日语：金子マリ）（所屬年份不明）
- 我如古子（所屬年份不明）
- 鐮鼬（日语：かまいたち (バンド)）（1990～1991，現在是TOY'S FACTORY所屬）
- Galneryus（2003～2016，現在是WARNER MUSIC JAPAN所屬）
  - SYU（2016年）
- 河內淳貴（日语：河内淳一）（1988～1992）
- 河邊千惠子（2004～2006）
- CANTA（日语：CANTA）（2005～2008）
- GUN DOG（日语：GUNDOG）（2003～2004，現在停止活動）
- 菊池桃子（1984～1991，現在是EPIC Records Japan所屬）
  - RA MU（日语：ラ・ムー (バンド)）（1988～1989）
- 喜納昌吉（1982～1983）
- KINOCOSMO（2004）
- 木原美智子（所屬年份不明）
- 金蓮子（日语：キム・ヨンジャ）（不明～2010）
- 熊木杏里（2002～2004）
- 胡桃澤裕子（日语：胡桃沢ひろ子）（1991～1993）
- coldrain（2008～2017，現在是WARNER MUSIC JAPAN所屬）
- 兒島未散（日语：児島未散）（1989～1991）
- cossami（日语：cossami）（2010）
- 金平糖（日语：こんぺいとう (アイドルユニット)）（1991～1992）
- The Cobratwisters（日语：ザ・コブラツイスターズ）（2005～2007）
- GOMES THE HITMAN（日语：GOMES THE HITMAN）（2003～2005）
- Concerto Moon（日语：Concerto Moon）（1998～2009）

行
- THE CONDORS（日语：ストライク (バンド)）（2006）
- CIRCUS（日语：サーカス (歌手)）（所屬年份不明）
- SABER TIGER（日语：SABER TIGER）（2001～2005）
- The Surf Coasters（日语：ザ・サーフコースターズ）（2005、2009）
- 坂本英三（1998、2003）
- 佐藤惠美（日语：佐藤恵美 (俳優)）（1986～1987）
- 定岡正二（日语：定岡正二）（1982）
- 子門真人（所屬年份不明）
- SHAZNA（1996，地下時期所屬）
- Jackie Lin&ParaVion（日语：ジャッキー・リン&パラビオン）（1987）
- 少年手指虎/被狙擊的學園（2009）
- Shocking Lemon（2000～2001）
- 白鳥由里（1994～1999）
- 新宅啓太（日语：麻倉ケイト）（2002）
- 素一（日语：素一）（2001～2002）
- Snappers（日语：スナッパーズ）（1999，地下時期所屬）
- SpecialThanks（2014）
- SOYSOUL（2003）

行
- 大正九年（日语：大正九年）（2002～2003）
- 高田純次（日语：高田純次）（所屬年份不明）
- 高橋亞貴子（所屬年份不明）
- TaQ（日语：TaQ）（2004）
- Tate Takako（日语：タテタカコ）（2004～2010）
- 谷澤智文（日语：谷澤智文）（2009～2012）
- 谷村新司（2014～2015）
- DOUBLE DEALER（日语：DOUBLE DEALER）（2000～2007）
  - 下山武德（日语：下山武徳）（2000）
  - 島紀史（日语：島紀史）（2008）
- 千葉真一（1985）
- 千葉山貴公（日语：千葉山貴公）（2002）
- CHA-CHA（日语：CHA-CHA）（1988～1990）
- Charcoal（1999～2000）
- Zwei（日语：Zwei）（2004～2006。經歷後來轉屬Universal J之後，現在是5pb. Records所屬）
- 圓谷優子（日语：円谷優子）（1988～1990）
- THE DEAD P☆P STARS（日语：d.p.s）（1997）
- 寺尾友美（日语：寺尾友美）（1990～1992）
- 東京。（2015～2016）
- 堂島孝平（日语：堂島孝平）（2008～2010）
- 所喬治（日语：所ジョージ）（1996～2002。經歷後來轉屬EPIC Records Japan之後，現在是avex trax所屬）
- THE TON-UP MOTORS（日语：THE TON-UP MOTORS）（2013～2015）
  - 上杉周大（日语：上杉周大）（2014）
- 隧道二人組（1981，現在是Pony Canyon所屬）

行
- NIGHTMARE（2006～2010，現在是AVEX所屬）
  - 仙台貨物（2006～2009）
- 99RadioService（2011～2013）
- 中西圭三（2008）
- NO.9（2001）
- 仁藤優子（日语：仁藤優子）（1987～1990）
- Kneuklid Romance（日语：Kneuklid Romance）（1998～2000）

行
- 熱湯兄弟（日语：スーパージョッキー）（1998）
- 働木滿，澤村一樹別的藝名（2007）
- Barracuda（日语：バラクーダ (コミックバンド)）（所屬年份不明）
- 入倉都（日语：入倉都）（2005）
- Paradise Lost（1997～1998）
- 原辰德（1982）
- Peaky SALT（日语：Peaky SALT）（2008～2009）
- THE BEATNIKS（日语：THE BEATNIKS）（1981～1982）
- PEALOUT（日语：PEALOUT）（1997）
- HIKASHU（日语：ヒカシュー）（1990～1991。經歷日本CROWN、德間日本傳播之後，現在以獨立音樂的方式活動）
- PICASSO（日语：ピカソ (バンド)）（1984～1986。經歷後來轉屬Kitty Records之後，現在以獨立事務所METORONOM Records代表活動）
- 久川綾（1993～2000）
- 檜山修之（1995～1996）
- 平井菜水（日语：平井菜水）（1990～1994）
- 葛瑞絲裕子（日语：ヒロコ・グレース）（1984）
- PINK CLOUD（日语：ピンククラウド）（1982～1985）
  - 加部正義（日语：ルイズルイス加部）（1994）
  - 約翰尼吉長
  - 竹中尚人（日语：Char）（1996）
- 粉紅淑女（1984。於1980年代短暫再結成的時期所屬）
- Fear, and Loathing in Las Vegas（2010～2016，現在是WARNER MUSIC JAPAN所屬）
- Fuuri（日语：Fuuri）（2006）
- 藤子
- FOOT STAMP（日语：FOOT STAMP）（2003～2006）
- Blüe（日语：Blue (日本のバンド)）（1998～2002）
- Baby it's You（1998）
- Pay money To my Pain（日语：Pay money To my Pain）（2006～2013，現在活動休止）
- Best Partner（日语：Best Partner）（2013）
- PENPALS（日语：PENPALS）（1997～2000。經歷後來轉屬東芝EMI之後，現在是R and C,Ltd.所屬）
- THE POSTMEN（1998）
- Hoff Dylan（日语：ホフディラン）（2012）
- WHITE ASH（日语：WHITE ASH）（2013～2017，現在已經解散）

行
- Maximum The Hormone（2004～2018，現在是WARNER MUSIC JAPAN所屬）
- Maki Chang（日语：まきちゃんぐ）（2008～2012）
- 牧村三枝子（日语：牧村三枝子）（2000～2011、2014）
- 將番頭（2003）
- 町田義人（日语：町田義人）（1981～1982）
- 松田優作（1993，於CD再發盤的時期所屬）
- 松本明子（日语：松本明子）（1983～1984）
- 松本梨香（2001）
- MARIYA（林原惠別的藝名）（1998）
- 溝口肇（日语：溝口肇）（2003）
- （2016）
- Mihiro（2011）
- 三保敬太郎（日语：三保敬太郎）（2000）
- media youth（日语：media youth）（1995～1996）
- 森川智之（1994～1997）
- 森川美穗（1985～1990。經歷後來轉屬東芝EMI之後，現在是德間日本傳播所屬）
- 森直哉（日语：モリナオヤ）（2000～2001）
- 森若香織（日语：森若香織）（1996～1997）

行
- 山本理沙（日语：山本理沙）（1985～1987）
- 吉井賢太郎（日语：ヨシケン）（1994）
- 米川英之（日语：米川英之）（1992～1996）

行
- LAST ALLIANCE（日语：LAST ALLIANCE）（2007～2013。2012～2013間作品由One-Coin LABEL（日语：One-Coin records）共同發售）
- LAUGHIN' NOSE（日语：LAUGHIN' NOSE）（1985～1987）
- Litomath（日语：所さんの目がテン!#Litomath）（2015）
- 龍鐵也（日语：竜鉄也）（1983～2010，在籍中死去）
- 第三惑星☆放送協會（日语：ルドイア☆星惑三第）（2007）
- LADYBUG（日语：LADYBUG）（2004～2006，現在活動休止）
- LOCAL CONNECT（日语：LOCAL CONNECT）（2015～2016）

行
- 不遺忘樂團（日语：忘れらんねえよ）（2011～2016，現在是Universal Music所屬）
- 渡邊信平（日语：渡辺信平）（1990～1992，現已淡出樂壇）

## 日本電視網製播的節目、作品
※全部以五十音順列出。未加括號說明即日本電視台製作。

### 電視劇
- 向太陽怒吼！（日语：太陽にほえろ!）
- 心療中 -in the Room-（日语：心療中-in the Room-）
- 無糖（日语：シュガーレス (漫画)#テレビドラマ）
- 使者
- 與光同行 ～擁抱自閉兒～
- 女校男生 (漫畫)
- 我們的旅程（日语：俺たちの旅）
- 我們的勳章（日语：俺たちの勲章）
- 熱中時代
- 池中玄太80公斤（日语：池中玄太80キロ）
- 我們是天使！（日语：俺たちは天使だ!）
- 大追蹤（日语：大追跡 (テレビドラマ)）
- FiVE（日语：FiVE）
- 心理醫恭介（日语：サイコドクター）
- 大醫院小麻紀（日语：ナイトホスピタル〜病気は眠らない〜）（讀賣電視台製作）
- 天堂之路（日语：天国への階段 (白川道)）（讀賣電視台製作）
- 永遠的孩子（日语：永遠の仔）（讀賣電視台製作）
- P.S即使你忘了我（日语：Pure Soul〜君が僕を忘れても〜）（讀賣電視台製作）
- 冷月（日语：冷たい月 (テレビドラマ)）（讀賣電視台製作）
- 傳說中的夫人（日语：伝説のマダム）（讀賣電視台製作）
- 小狗華爾滋
- 愛的奇蹟（日语：奇跡のロマンス）
- 無家可歸的小孩
- 極道鮮師
- 女王的教室
- 金田一少年之事件簿
- 學校學不到的事
- 暴走兄妹
- 禿子（日语：トンスラ (小説)）
- 正義的夥伴
- 課長島耕作
- 夢象成真（日语：夢をかなえるゾウ#テレビドラマ版）
- 熱血律師
- 小螢的青春
- 刑事貴族（日语：刑事貴族）3
- 工作狂人
- 貧窮男子
- 那天，我們的生命輕如薄紙（日语：あの日、僕らの命はトイレットペーパーよりも軽かった）
- 齊藤太太
- 幸福的六年
- 琴和紙魚子的怪奇事件簿（日语：栞と紙魚子#栞と紙魚子の怪奇事件簿）
- 有閑俱樂部
- 揮棒人生
- 刺猬男生（日语：ハリ系）
- 考試之神
- 料理新人王
- 老老師（日语：おじいさん先生）
- 全都是假的（日语：ぜんぶウソ）
- 怪物小王子

### 動畫、特攝影集
- 魯邦三世
- 美味大挑戰
- 偶像之穴 ～尋找Nittelegenic！～（日语：アイドルの穴〜日テレジェニックを探せ!〜）
- 火炎人
- 麵包超人[7]
- 蒼之流星SPT雷茲納
- 星戰英豪（日语：赤い光弾ジリオン）
- 我與我 兩個綠蒂
- 淘氣的雙胞胎 克萊爾學院物語（日语：おちゃめなふたご クレア学院物語）
- 法蘭德斯之犬 我的帕特拉許（日语：フランダースの犬 ぼくのパトラッシュ）
- 少棒小魔投
- 漫畫日本史（日语：まんが日本史 (日本テレビ)）
- 奇蹟☆女孩
- 橙路
- 魔法小天使
- 魔法妖精貝露莎
- 魔法之星愛美
- 魔法偶像粉彩筆由美（日语：魔法のアイドルパステルユーミ）
- 搞怪拍檔
- 魔神英雄傳
- 魔神英雄傳2
- 閃電霹靂車
- 超時空保姆
- SPACE PIRATE CAPTAIN HERLOCK（日语：SPACE PIRATE CAPTAIN HERLOCK）
- 危險調查員
- MONSTER
- 御伽草子
- 天地無用！GXP
- 烙印勇士[8]
- 向陽之樹
- 平成賽文·奧特曼系列
  - 賽文·奧特曼 太陽能作戰
  - 賽文·奧特曼 地球星人的大地
- 人小鬼大（讀賣電視台製作）
- 第一神拳
- HUNTER×HUNTER (日本電視台版)[9]
- 櫻蘭高校男公關部
- NANA（動畫版）
- 死亡筆記本[10]
- CLAYMORE（avex entertainment委託販售）
- 魔人偵探腦嚙涅羅
- 魍魎之匣
- RD 潛腦調査室
- 鬥牌傳說
- ONE OUTS
- 花田少年史
- 空中大師（日语：エアマスター）
- 秘密 ～The Revelation～
- 狼的孩子雨和雪
- 蒼天航路
- 賭博默示錄
- 只想告訴你
- RAINBOW -少年犯之七人-
- 元氣!! 江古田（日语：ユルアニ?）（製作委員會方式參加，King Records負責DVD&CD作品的販售&發售）
- 花牌情緣
- GJ部
- 科學小飛俠Crowds
- 歸宅部活動記錄
- 妄想探索社
- 犬貓時間 47都道府犬R&喵～麵（日语：犬猫アワー 47都道府犬R&にゃ〜めん#47都道府犬R）
- 金色琴弦 Blue♪Sky
- 即使如此世界依然美麗
- 戰國BASARA Judge End
- 元氣囝仔
- 笑傲曇天
- 寄生獸 生命的準則
- 死亡遊行
- 早安科學忍者隊（日语：おはよう忍者隊ガッチャマン）
- 夏日大作戰
- 大家喜歡的空吉羅（日语：そらジロー）
- 信長之槍（讀賣電視台製作，UHF動畫）
- 極黑的布倫希爾德（讀賣電視台製作，UHF動畫）
- 人生諮詢電視動畫「人生」（讀賣電視台製作，UHF動畫）
- 狼少女和黑王子（讀賣電視台製作，UHF動畫）
- 俺物語!![11]
- 魔法護士小麥R
- 最終騎士
- 飛翔的魔女[12]
- 烏龍麵之國的金色毛毬
- 新黑色推銷員（animenome（日语：あにめのめ）時段（TOKYO MX、BS11、讀賣電視台）、TOKYO MX & Animax製作，UHF動畫）
- 三次元女友 REAL GIRL
- 中間管理錄利根川
- 未來的未來[13]
- 笑容的代價（日本電視台、WOWOW、TOKYO MX、讀賣電視台、東京電視台MediaNet製作，WOWOW、TOKYO MX、讀賣電視台等台、UHF動畫）[注 2][注 3]

### 體育節目
- 全日本執業摔角中繼（日语：全日本プロレス中継）
- NOAH職業摔角聯盟中繼（日语：プロレスリング・ノア中継）

### 綜藝節目
- THE SHOXX（日语：世界の決定的瞬間）
- J's Journey 瀧澤秀明挑戰縱貫南美之旅 4800公里（日语：J's Journey 滝沢秀明 南米縦断 4800km）
- 巨星誕生！（日语：スター誕生!）
- 課程機器（日语：カリキュラマシーン）
- 天才·北野武的獲得精神電視!!（日语：天才・たけしの元気が出るテレビ!!）
- 北野武的搞笑無敵問答（日语：ビートたけしのお笑いウルトラクイズ）
- 笑點（日语：笑点）
- 電波少年系列（日语：電波少年シリーズ）
- 娛樂之神（日语：エンタの神様）
- 高田、大竹、渡邊的三個老男人之旅 尋找真正的美人看板娘!! in 草津（日语：あんたにグラッツェ!）
- SKE48的魔法廣播、SKE48的魔法廣播2、SKE48的魔法廣播3
- NMB48 藝人！、NMB48 藝人!!2
- HaKaTa百貨店、HaKaTa百貨店 2號館
- （札幌電視台製作）
- 平假名男子（日语：アイキャラ#ひらがな男子）

## 日本電視網以外播出的節目、作品

### 電視劇（日本）
NHK
- 單親媽媽（日语：シングルマザーズ）
- 八重之櫻
- 連續電視小說
  - 感謝（日语：だんだん）
  - 喜代美（日语：ちりとてちん (テレビドラマ)）

TBS電視網
- TBS
  - L×I×V×E（日语：L×I×V×E）
  - 頑固老爹（日语：オヤジぃ。）
  - 年輕爸爸（日语：やんパパ）
  - 正義代書戰士

- 每日放送
  - Pure Love（日语：ピュア・ラブ）

- TBS頻道
  - Beach Angels（日语：Beach Angels）

朝日電視台
- GREGORY HORROR SHOW（日语：GREGORY HORROR SHOW）
- 大叔的愛

### 電影
- 攝影機不要停！（Asmik Ace（日语：アスミック・エース）發行）[14]

### 綜藝節目
- 從車窗看世界（日语：世界の車窓から）（朝日電視台）
- 超特急的鐵道美食之旅系列（SUN電視台等台）
  - 超特急的鐵道美食之旅 台灣篇
  - 超特急的鐵道美食之旅 泰國篇

### 韓國電視劇（NHK播出）
NHK
- 大長今
- 冬季戀歌
- 李祘
- 同伊

NHK BS Premium
- 公主的男人
- 擁抱太陽的月亮
- 馬醫

### MBS製作Dramaism時段
- -Saki-（Presidio（日语：プレシディオ）發行）
  - -Saki- 阿知賀篇 episode of side-A
- 最終幻想XIV 光之父親（日语：ファイナルファンタジーXIV 光のお父さん）
- 真的要去航海
- 伊藤君A to E（日语：伊藤くん A to E）（Showgate（日语：博報堂DYミュージック&ピクチャーズ）發行）
- 就是要妳愛上我（日语：覚悟はいいかそこの女子。#テレビドラマ）（東映發行）
- 文學處女（日语：文学処女）
- 昨晚過得很愉快吧（日语：ゆうべはお楽しみでしたね）

### 特攝影集
- 超人力霸王系列（TBS（部分作品的音源引用古倫美亞唱片、圓谷音樂持有））
- Mj萬能號（富士電視台）
- 怪奇大作戰（TBS）
- 鏡子超人（富士電視台）
- 詹伯a（MBS電視台）
- 三重戰士（TBS）
- ULTRASEVEN X（CBC、TBS等）[注 4]

### 動畫
- 妙廚學生！美味香（日语：味楽る!ミミカ）（NHK）
- 恐龍冒險記（日语：恐竜冒険記ジュラトリッパー）（東京電視台）
- 魔法咪路咪路（東京電視台）[15]
- 馳風競艇王（日语：モンキーターン (漫画)）（東京電視台）
- 馳風競艇王V（東京電視台）
- 女有伴身邊（東京電視台）
- 無責任艦長（瀨戶內電視台）
- 妖精的旋律（AT-X）[注 5]
- 極樂天師（AT-X等有線UHF各局）
- 野良耳（日语：のらみみ）（CBC、TBS等台）[注 6]
  - 野良耳2（CBC、TOKYO MX等台）
- 大～集合！小魔女DoReMi、小魔女DoReMi 大合奏！（Marvelous Entertainment負責DVD&CD作品的販售&零售）
- 妮嘉尋親記（Marvelous Entertainment負責DVD&CD作品的販售&發售）
- 受讚頌者（朝日放送等有線UHF各局）[注 7]
- SCARECROWMAN THE ANIMATION（日语：スケアクロウマン）（Animax等有線UHF各局）
- 記憶女神的女兒們（AT-X製作）
- CHAOS;HEAD（YTE（日语：読売テレビエンタープライズ） & Kids Station製作，千葉電視台等台）[注 8][注 9]
- 晨曦公主（AT-X、TOKYO MX等有線獨立局各局）
- 愛·天地無用！（TOKYO MX）
- 便利商店情人（日语：コンビニカレシ）（TBS）[注 8]
- 品酒要在成為夫妻後（TOKYO MX製作、SUN電視台等台）
- URAHARA（TOKYO MX、BS富士）[注 8][注 10]
- 琴之森（NHK）
- 後街女孩（BS11 & TOKYO MX & MBS & AT-X）[注 11][注 12]
- Happy Sugar Life（MBS製作，AnimeismB1時段）[注 13]
- 歡迎光臨，千歲醬（TOKYO MX、KBS京都等台）
- 不愉快的妖怪庵 續（AT-X、TOKYO MX等台）[16]

### 對象限定作品
- 愛的流刑地（日语：愛の流刑地）

### 其它
- 超級瑪利歐兄弟 碧奇公主救出大作戰！（日语：スーパーマリオブラザーズ ピーチ姫救出大作戦!）
- 骷髏13劇場版
- 天地無用！魎皇鬼 第三期VHS系列－OVA系列，但未在作為製作局的日本電視台播映。
- 平成賽文·奧特曼系列
  - 賽文·奧特曼 誕生30週年紀念3部曲
  - 賽文·奧特曼 1999最終章6部曲
  - 賽文·奧特曼 誕生35周年「EVOLUTION」5部曲
- 超人力霸王涅歐斯
- 機甲獵兵
- California Jam（日语：カリフォルニア・ジャム）（Deep Purple）

#### 國外電影
所有電影當時皆以VHS的形式收錄。
- 血腥生日（英语：Bloody Birthday）
- 奪橋遺恨（2卷組）
- 飛俠哥頓[注 14]
- 飛俠哥頓的終極冒險（英语：Flash Gordon: The Greatest Adventure of All）[注 14]
- 波長（英语：Wavelength (1983 film)）
- 直到世界末日（英语：End of the World (1977 film)）
- 氣泡中的男孩（英语：The Boy in the Plastic Bubble）
- 美國最後處女（英语：The Last American Virgin）
- 幕布背後（英语：Curtains (1983 film)）
- 墓地驚魂（英语：Mausoleum (film)）
- 迷情記（英语：Obsession (1976 film)）
- 標籤：暗殺遊戲（英语：Tag: The Assassination Game）
- The Missing Link（英语：The Missing Link (1980 film)）
- Summer Camp (1979年電影)
- 腦殘（英语：Brain Damage (film)）
- 死亡尖叫（英语：Death Screams）
- 恐怖巡演 (1980年電影)
- I Drink Your Blood（英语：飲汝之血）
- 懾魄驚魂（英语：Tales from the Crypt (film)）
  - 恐懼之巔（英语：The Vault of Horror (film)）
- 那些見證了瘋狂的故事（英语：Tales That Witness Madness）
- Screamtime (1983年電影)
- 無敵戰神（英语：Ator, the Fighting Eagle）
  - 無敵戰神2（英语：Ator 2 - L'invincibile Orion）
- 未知物（英语：The Unseen (1980 film)）
- If You Don't Stop It… You'll Go Blind（英语：If You Don't Stop It... You'll Go Blind）
- 公平遊戲（英语：Fair Game (1986 film)）
- 他們是在玩火（英语：They're Playing with Fire）
- 孩子與狗（英语：A Boy and His Dog (1975 film)）
- Kwaheri（英语：Kwaheri）
- 校園英雄隊（英语：Toy Soldiers (1984 film)）
- 一個美好的夜晚（英语：To All a Goodnight）
- The Vals (1983年電影)
- 驚世啟示錄（英语：The Hitchhiker (TV series)）（全3卷）
- The Pilot（英语：The Pilot (film)）
- 一路向上（英语：Uphill All the Way）
- 血海翻天（英语：Next of Kin (1982 film)）
- 怪物狗（英语：Monster Dog）
- Deadline (1984年電影)
- 籃子裡的惡魔
- 無形的陌生人（英语：Invisible Strangler）
- Fyre (1978年電影)
- Hostage Flight (1985年電影)
- 無形的陌生人（英语：Invisible Strangler）
- Fyre (1978年電影)
- Hostage Flight (1985年電影)
- 大河邊緣（英语：Over the Edge (film)）
- 掃描者大對決（英语：Scanners）
- 鄉村驚魂（英语：The Devonsville Terror）
- 歷劫孤星（英语：Kidnapped (1971 film)）
- 蕾絲（英语：Lace (miniseries)）
  - 蕾絲II（英语：Lace (miniseries)#Sequel）
- The Take（英语：The Take (1974 film)）
- 挑戰者II：天幕之戰（英语：Highlander II: The Quickening）[注 14]

上面列出的除了《血腥生日》以外，全部由株式會社东北新社批發、株式會社VAP出售。

## 商標片頭動畫
- 初代（使用期間：1981年1月24日～1990年12月31日）商標影片是一開始出現類似宇宙空間的電腦動畫，紅藍綠這三種原色的光波瞬間混合後突然飛出來「Vap」的商標，然後「VIDEO」的文字在商標的下方出現，最後背景底色變成白色。
- 第2代（使用期間：1991年1月1日～2004年12月31日）商標影片是一開始紅藍綠三種原色的光波進入宇宙空間而發出黃色的光之後，畫面變成「Vap VIDEO」的商標朝畫面正中央從3D動畫人物的手飛出來。
- 第3代（使用期間：2005年1月1日～現在）商標影片是用16:9（或者是用4:3）影像尺寸。白底單色背景，無數個紅藍綠三種原色的小小球體不斷被吸進畫面正中央的光芒，最後「vap」的商標從三顆大大的球體浮出之後居中併合。

## 遊戲
全由VAP開發部門出納、外定。
Family Computer
- 元祖西遊記 超級猴子大冒險
- 野菜足士
- 超真實壘球（日语：スーパーリアルベースボール）
- 道 -TAO-
- 心跳！不已！遊樂園 瘋狂樂園大作戰（日语：ドキ!ドキ!遊園地）
- 小小妖怪阿奇、柯奇、索奇

Game Boy／Game Boy Color
- 役
- 2
- 役Jr.

Super Famicom
- Q伯特3
- 必勝
- 役
- 必勝2
- 秘必勝法
- 柏木重孝
- 物語 ～一攫千金～
- 連天
- 真·一攫千金
- 必勝3
- 黃龍之耳（日语：黄龍の耳）
- 放浪記
- 役2

PlayStation
- 古典詰碁集 四神
- 王宮秘
- Pinball Fantasies Deluxe
- ～東京編～
- 神奇腦能力!! PARTY SELECTION（日语：マジカル頭脳パワー!! PARTY SELECTION）
- 星際牛仔
- 閃電霹靂車 新的挑戰者

## 相關項目
- 日本電視台
- TOY'S FACTORY－VAP的第2製作部門獨立的唱片公司
- 東京綠茵－VAP贊助的球團
- 日本電視台深夜動畫（日语：日本テレビの深夜アニメ枠）
- Pony Canyon－富士媒體控股旗下的音樂與影像公司
- TC Entertainment（日语：TCエンタテインメント）－東京放送控股旗下的影像公司
- King Records－該公司雖然是講談社集團所屬，不過也跟東京放送控股一起出資

## 外部連結
- VAP@WEB （页面存档备份，存于）官方網站 （日語）
- VAP@MOBILE（页面存档备份，存于）官方網站 （日語）
- video@vap的X（前Twitter） （日語）
- VAP MUSIC的X（前Twitter） （日語）